# Millennium
Millennium (на български: Хилядолетие) е третият (втори за САЩ) студиен албум на американската поп-група Бекстрийт Бойс издаден през май 1999 година. Албумът е с общи продажби 15 402 000 в САЩ, 1 000 000 в Канада и Япония, 750 000 в Германия, 600 000 в Мексико и 487 542 копия в Обединеното кралство. Албумът е на 1-во място в САЩ и получава 13 пъти платинена сертификация. В целия свят са продадени 24 000 000 копия.

## Списък с песните
1. „Larger than Life“ – 3:52
2. „I Want It That Way“ – 3:33
3. „Show Me the Meaning of Being Lonely“ – 3:54
4. „It's Gotta Be You“ – 2:57
5. „I Need You Tonight“ – 4:23
6. „Don't Want You Back“ – 3:26
7. „Don't Wanna Lose You Now“ – 3:55
8. „The One“ – 3:46
9. „Back to Your Heart“ – 4:21
10. „Spanish Eyes“ – 3:55
11. „No One Else Comes Close“ – 3:43
12. „The Perfect Fan“ – 4:15